# Зоидзе, Бесик Гурамович
Бесик (Бесо) Гурамович Зоидзе (груз. ბესო ზოიძე, род. 9 ноября 1973, Батуми) — грузинский футболист и тренер, игрок в мини-футбол. Главный тренер сборной России по мини-футболу и МФК КПРФ.
Его младший брат Галактион — также игрок в мини-футбол.

## Биография
Бесик начинал заниматься футболом в Тбилиси. Начав выступления в мини-футболе, он несколько раз становился чемпионом страны и вызывался в сборную Грузии. Но вскоре он решил переехать в Москву и на некоторое время ушёл из мини-футбола, пока не попал на просмотр в московское «Торпедо». Вскоре Зоидзе стал игроком основного состава москвичей, но спустя некоторое время команда прекратила существование. Бесик немного поиграл в якутском «Сахаинкасе» и «Чертаново», пока не был приглашён в московский «Минкас».
Именно с «Минкасом», впоследствии переименованном в «Спартак», связан наиболее значимый период в карьере Зоидзе. Бесик был одним из лидеров команды. В сезоне 2000/01, когда «Спартак» выиграл чемпионат России, Зоидзе являлся лучшим бомбардиром красно-белых и одним из лучших в чемпионате. Всего он трижды входил в пятёрку лучших бомбардиров первенства. В сезоне 2001/02 он принял участие в двух матчах Кубка УЕФА и забил в них четыре мяча. В матче против польского «Клеарекса» он сделал хет-трик, однако команде этого не хватило.
Зоидзе играл за «Спартак» до 2004 года (за исключением небольшого периода в конце 2003 года, когда он на правах аренды выступал за «Арбат» из высшей лиги). Затем он два сезона поиграл за «Норильский никель» (часть времени он выступал вместе со своим братом Галактионом), после чего завершил игровую карьеру.
С 2007 по 2013 год был тренером югорского клуба «Газпром-Югра». В 2010 году он на протяжении нескольких месяцев исполнял обязанности главного тренера команды.
В 2013 году Зоидзе вступил в должность главного тренера МФК "Спартак" в высшей лиге, который был возрождён в том же году. Сезон 2013/2014 в высшей лиге для Бесика стал победным и его команда завоевала путёвку в Суперлигу.

## Достижения
Как игрок
- Чемпион России: 2000/01[1]
- Обладатель Кубка России: 2002
- Чемпион Грузии: 1993/94

Как тренер
- Победитель Кубка УЕФА: 2015/16
- Чемпион России (2): 2019/20, 2022/23
- Чемпион Высшей лиги России: 2013/14
- Обладатель Кубка России (2): 2016/17, 2024/25
- Финалист Кубка России: 2022/23